# 799 Gudula
799 Gudula eller 1915 WO är en asteroid i huvudbältet, som upptäcktes den 9 mars 1915 av den tyske astronomen Karl Wilhelm Reinmuth.
Asteroiden har en diameter på ungefär 47 kilometer.